# Hohenau (Paragwaj)
Hohenau – miasto w południowo-wschodnim Paragwaju, w departamencie Itapúa. Oddalone 35 km od miasta Encarnación.
Miasto powstało 14 marca 1900  jako osada założona przez Niemców, którzy przybyli tutaj z Brazylii. W 1944 roku miasto zostało odrębnym dystryktem.
14 marca 2000 z okazji setnej rocznicy założenia miasta, zainaugurowano działalność muzeum poświęconego historii miasta i jego pionierom. W odległości około 10 kilometrów od Hohenau znajdują się dawne redukcje jezuickie – La Santísima Trinidad de Paraná oraz Jesús de Tavarangue, które zostały wpisane w 1993 na listę UNESCO.
W mieście znajduje się port Hohenau na rzece Parana.
Miasto zostało uznane w 2001 roku za drugie pod względem jakości życia miasto w Paragwaju.

## Klimat
Lata (grudzień-luty) są upalne ze średnimi temperaturami w dzień wynoszącymi 34 °C natomiast w nocy 23 °C. Zimy (czerwiec-sierpień) są łagodne, średnie temperatury w ciągu dnia wynoszą 22 °C, a w nocy spadają do 13 °C. Latem nierzadkie są dni z temperaturami przekraczającymi 40 °C, natomiast zimą możliwe są spadki w okolice 0 °C. Najwięcej dni deszczowych notuje się w grudniu (14,3) a najmniej w sierpniu (7,1).